# 佐藤良美
佐藤 良美（さとう よしみ、1954年12月 -）は、「八木澤マタギを語る会」の主催者。秋田県内、主に太平山系のブナ林やアカマツ林で猛禽類の観察も行っている。

## 経歴と活動
秋田県上小阿仁村八木沢集落のマタギ佐藤良蔵の三男として生まれた。小学生の頃は、良蔵が仕留めた熊肉を集落の各戸に配り歩くなどしていたが、マタギは継がずに、秋田経済大学卒業後は秋田市内の会社に就職した。その一方で、20代のころから、狩ではなく希少鳥獣の生態を調べるために山に入るようになった。佐藤が太平山などで撮影したクマやオオタカなどの写真は新聞に掲載されたことがある。動物観察のため仁別の山林に10年ほど通っていた佐藤は、2008年11月に初めてオオタカの巣を見つけた。佐藤によると、秋田県内でオオタカの営巣が確認されたのは過去に数例しかなく、ひなの巣立ちの撮影例は極めて少ないという。佐藤の撮影に関して、山形県酒田市の猛禽類保護センターは、「学術調査などを除き、クマタカの巣立ちが撮影されるのは珍しいと思う」とコメントした。2010年には、濁川で秋田県版レッドデータブックで準絶滅危惧種に指定されているミサゴと仁別で同じく絶滅危惧種1B類に指定されているクマタカの巣立ちの撮影にも成功している。

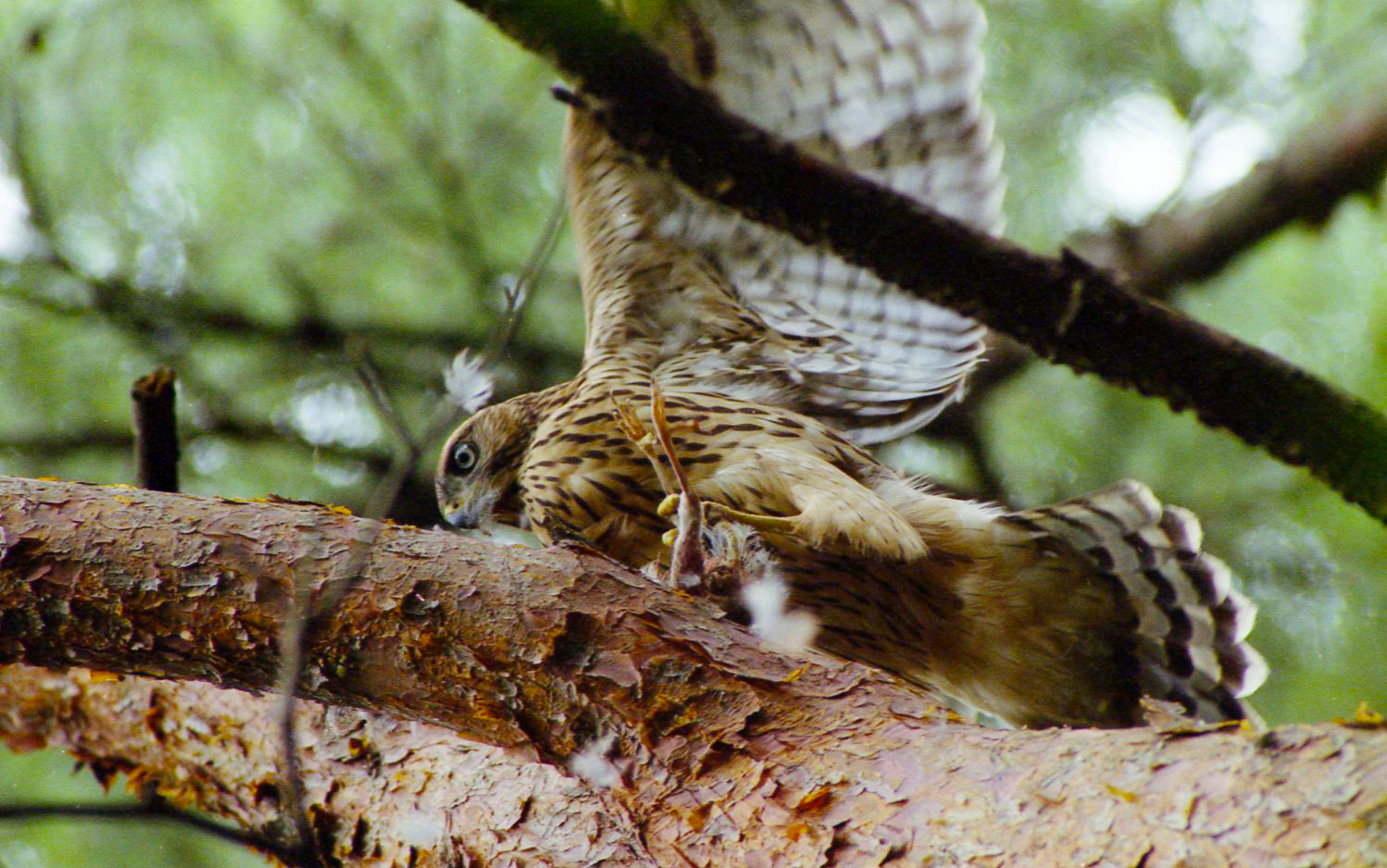
秋田魁新報に掲載されたオオタカのヒナの写真。2009年7月撮影。

2009年春、父良蔵が鉄砲を地元警察署に返納し、跡を継ぐ者がなかったため、八木沢マタギは消滅した。同年夏、そのことを知った佐藤は八木沢の伝統文化が失われてしまうことを憂い、八木沢マタギの歴史や、ルーツに迫る調査を始めた。そして、約200年にわたる狩猟文化の歴史を後世に語り継ぐために「八木澤マタギを語る会」を発足させ、毎年10月15日を「八木沢マタギを語る日」として2009年から秋田市の公民館などで開催し、良蔵の道具や仕留めた毛皮を使ってマタギの解説を行っている。